# Всеукраинская контора Банка финансирования социалистического сельского хозяйства
Всеукраи́нская конто́ра Банка финанси́рования социалисти́ческого се́льского хозя́йства (Союзколхозбанк; укр. Всеукраїнська контора банку фінансування соціалістичного сільського господарства СРСР, Союзколгоспбанк) — банковское учреждение в УССР, подчинённое Союзколхозбанку СССР. Осуществляла кредитование сельского хозяйства Украины, взяв на себя функции отдела долгосрочного кредитования сельского хозяйства Всеукраинской конторы Госбанка СССР (бывшего, до 1930 года, Украинского сельскохозяйственного банка). 
Начала действовать с августа 1932 года как Всеукраинская контора Банка финансирования социалистического земледелия СССР, основанного постановлением советского правительства в мае 1932 года. В 1933 году в связи с изменением названия союзного учреждения на Банк финансирования социалистического сельского хозяйства СССР соответственно изменила название и его Всеукраинская контора. 
Главной задачей учреждения было предоставление финансовой помощи, краткосрочных и долгосрочных кредитов сельскому хозяйству, поставки орудий и средств производства профильной отрасли промышленности, содействие заготовке и сбыту продукции. Открывались специальные кредиты на машинопоставки коллективов и сельского населения, выделялись средства на строительство машинно-тракторных станций, оснащение их техникой, оборудованием, мастерскими. Деятельность конторы в целом способствовала выходу из кризиса сельскохозяйственной отрасли, вызванного принудительной коллективизацией сельского хозяйства в 1929—32 годах, вместе с тем показала полную подчинённость национальной банковской системы союзному центру.